# Bay City, Michigan
Bay City, Michigan là một thành phố thuộc quận Bay trong tiểu bang Michigan, Hoa Kỳ. Thành phố có tổng diện tích 29,03 km², trong đó diện tích đất là 26,34 km². Theo điều tra dân số Hoa Kỳ năm 2010, thành phố có dân số 34932 người.